# Dame (Ritterwürde)
Dame (englische Aussprache:  [deɪm]) ist die dem Ritter bei männlichen Personen entsprechende Bezeichnung für weibliche Personen, so im
- britischen Adel (Knight bzw. Baronet)
- Souveränen Malteserorden
- Ritterorden vom Heiligen Grab zu Jerusalem

## Etymologie
Der Ausdruck Dame wurde aus dem Französischen übernommen, wo er die Bedeutung „Herrin“ bzw. „Ehefrau“ trägt, siehe auch Madame. Der Ursprung des französischen Wortes Dame ist im lateinischen Begriff domina „Hausherrin“ zu sehen.

## Belege
1. ↑  Dame – Rechtschreibung, Bedeutung, Definition, Synonyme, Herkunft. In: Duden. Abgerufen am 7. August 2018.